# Hasonlóság

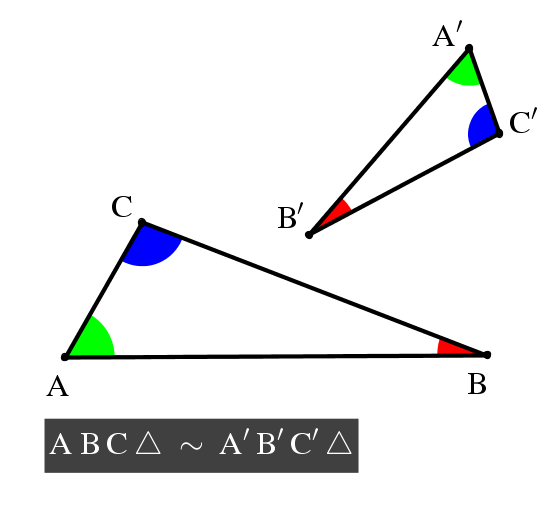
ABC és A’B’C’ háromszögek hasonlók, mivel minden szögük megegyezik

A hasonlóság egy geometriai reláció. Két alakzat hasonló, ha egy nagyítás és egy egybevágósági transzformáció kompozíciójával egymásba vihetők.

## Hasonló háromszögek
Két háromszög hasonló, ha minden szögük megegyezik. Ekkor a megfelelő oldalaik aránya megegyezik (mind az egybevágóság, mind a nagyítás megtartja a szakaszok arányát):
{\displaystyle AB:BC:CA=A'B':B'C':C'A'}
a hasonló háromszögek számos tétel bizonyításában megjelennek, mint például a párhuzamos szelők tételében vagy a szelőtételben.

## Hasonló alakzatok területe térfogata
Ha két alakzat hasonlósági aránya {\displaystyle \lambda }, akkor a két alakzat területeinek aránya {\displaystyle \lambda ^{2}}, a térfogataik aránya {\displaystyle \lambda ^{3}}.

## Néhány példa a hasonlóságra
Sok olyan alakzat van, melyekből egy hasonlóság erejéig csak egyetlen darab létezik. Például bármilyen két
- egyenes,
- kör,
- parabola,
- azonos excentricitású kúpszelet,
- négyzet,
- láncgörbe

hasonló egymáshoz.